# 5062 Glennmiller
5062 Glennmiller (1989 CZ) là một tiểu hành tinh vành đai chính được phát hiện ngày 6 tháng 2 năm 1989 bởi E. F. Helin ở Palomar.